# フィロセイ
聖フィロセイ（ギリシア語: Άγια Φιλοθέη、1522年 - 1589年）は、正教会の聖人・新致命者。記憶日は2月19日。アテネの守護聖人の一人。

## 生涯
貴族の家に生まれ、意に反して結婚させられたが、未亡人となると、修道院を設立し修道女となった。修道院には病院・学校といった福祉施設が併設された。
当時、フィロセイの生きたギリシャはオスマン帝国によって占領されており、正教からイスラームへ改宗するよう圧力が加えられていた。トルコ人支配者のハーレムから逃げ出したギリシャ人女性が修道院に逃げ込んできていたため、トルコの支配者の怒りを買い、修道院は襲撃され、フィロセイも修道院から引きずり出されて暴行を受け、数日後、全てを神に感謝しつつ永眠したと伝えられる。

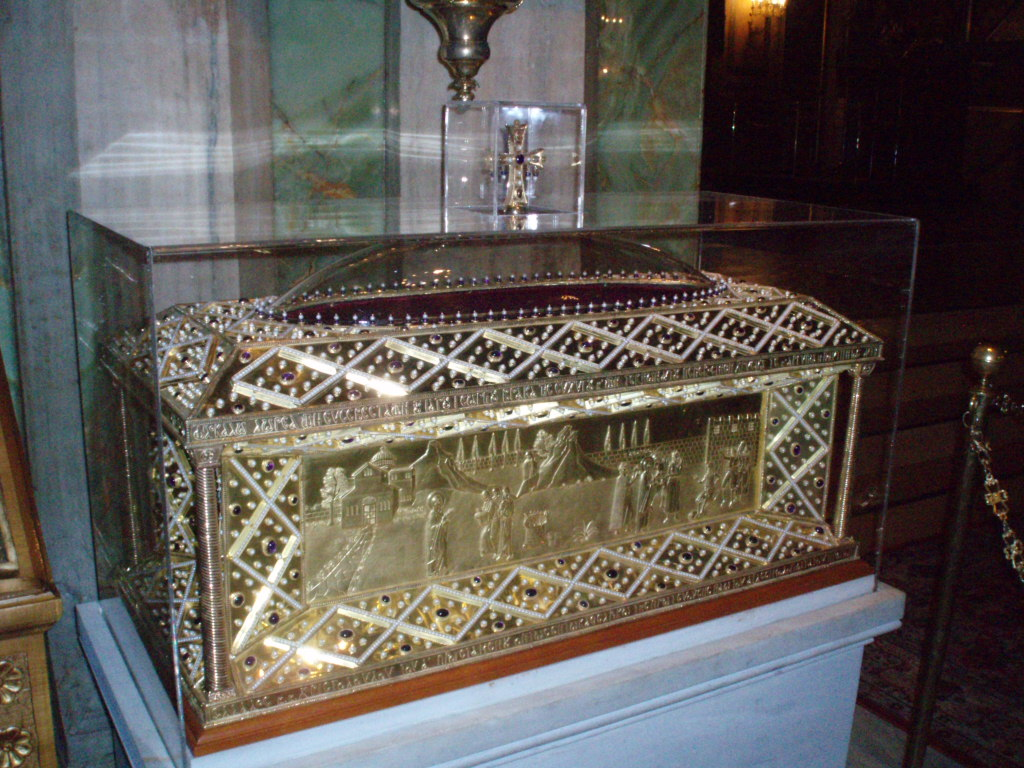
聖フィロセイの不朽体を納めた聖櫃（アテネ・生神女福音大聖堂）

死後、新致命者として列聖された。不朽体はアテネの生神女福音大聖堂に納められている。